# Тайвань у російсько-українській війні
Президент Республіки Китай Цай Інвень засудила Російську Федерацію через порушення суверенітету України. Цай описала Китайську Республіку (Тайвань) та Україну як «фундаментально різні з погляду геостратегії, географічного оточення та важливості міжнародних ланцюжків постачання», сказавши, що «всі урядові підрозділи [Тайваню] мають бути більш пильними щодо когнітивної війни».

## 2014
У Республіці Китай уважно стежили за реакцією США на російсько-українську кризу, вбачаючи паралелі зі складними відносинами Тайбею з Китаєм, який майже щодня турбує протиповітряну оборону Тайваню.
Відповідаючи на запитання, як відреагує Тайвань, якщо уряд США зробить мало чи взагалі нічого, щоб допомогти Україні у відповідь на російський напад, протайванський активіст Кен Ву сказав, що він вважає, що тайванці «будуть пригнічені, а також розчаровані, і відчуватимуть, що якщо Китай вторгнеться на Тайвань, то саме так США ставитимуться до Тайваню». президент Тайваню Цай Інвень попросила Раду національної безпеки сформувати робочу групу, яка буде стежити за подіями в Україні. Близько 60% тайванців очікують допомоги від Сполучених Штатів у разі нападу Китаю, повідомляє журнал CommonWealth Magazine в опитуванні від 12 січня.

## Після 2022
Військові стратеги Тайваню вивчають російське вторгнення та опір України для створення власної бойової стратегії на випадок, якщо Китай зважиться на захоплення. Хоча уряд Тайваню не повідомляв про жодну "незвичайну діяльність" військових у Китаї, які розглядають острів як свою власну територію, Тайбей підвищив рівень готовності захищатися. Тайвань стежить за використанням Росією високоточних ракет, а також за тактично продуманим опором України уважно стежать в колах безпеки на Тайвані, чиї сили поступаються китайськими.
Президент Тайваню Цай Інвень відстоювала ідею «асиметричної війни», щоб зробити свої сили більш мобільними та важкодоступними, наприклад, за допомогою ракет, встановлених на транспортних засобах.
Ма Ченг-Кун, директор Вищого інституту досліджень китайської військової справи Тайваньського національного університету оборони, сказав, що Україна використовувала ту саму концепцію з мобільною зброєю, щоб зупинити російські сили.
Після початку російського вторгнення в Україну іноземні інвестори скинули акції на суму близько 17 мільярдів доларів через побоювання, що Китайська Народна Республіка може розпочати вторгнення в Тайвань. Таким чином, перевищивши вартість тайванських акцій, проданих іноземними інвесторами за весь 2021 рік, яку аналітики Bank of America оцінили в 15,6 млрд доларів.
президент Республіки Китай Цай Інвень, віце-президент Вільям Лай і прем'єр-міністр Су Ценг-Чанг пожертвували місячну зарплату на гуманітарну допомогу Україні. президент заявила, що рішучість народу України зворушила весь світ і народ Тайваню теж. Війна Росії викликала на Тайвані широке співчуття до народу України, оскільки, за словами жителів острова, Тайвань щодня стикається із загрозою з боку гігантського сусіда-Китаю.

### Торгівля з РФ і підтримка російського ВПК
Згідно українському порталу даних іноземного обладнання, що застосовується агресорами у виробництві зброї, були помічені наступні компанії, що допомагали РФ: E-Tech Machinery, FEELER (FFG Group) Jainnher Machine, KENT INDUSTRIAL, SANCO (FFG Group), Topking Technology